# Regionaler Landschaftspark Snesinnja
Der Regionale Landschaftspark Snesinnja (ukr. Регіональний ландшафтний парк Знесіння) ist der größte Park Lembergs, Ukraine. Er liegt im Nordosten der Stadt und ist in 20 Minuten zu Fuß vom Rathaus und dem Marktplatz (Ploscha Rynok) aus erreichbar. Zusammen mit dem Hohen Schlossberg (Wyssokyj Samok) bilden die Hügel des Parks die charakteristische Silhouette Lembergs.
Im Inneren des Landschaftsparks befindet sich das historische Dorf Snesinnja (polnisch Zniesienie), welches nach dem Feiertag Christi Himmelfahrt benannt und eine der ersten Ansiedlungen auf dem heutigen Stadtgebiet Lembergs ist.
Der Status des Parks als Regionaler Landschaftspark entspricht dem der Geschützten Landschaft nach Deutschem Umweltrecht. Nach der Ukrainischen Umweltgesetzgebung verbindet der Park Erholungs- und Freizeitmöglichkeiten mit Umweltbildung und Umweltschutz.
Die Gründung des Parks im Jahre 1993 geht auf die Initiative der NGO “Snesinnja” zurück. Diese setzte sich seit 1990 für den Schutz der größten Grünfläche innerhalb des Lemberger Stadtgebiets ein.

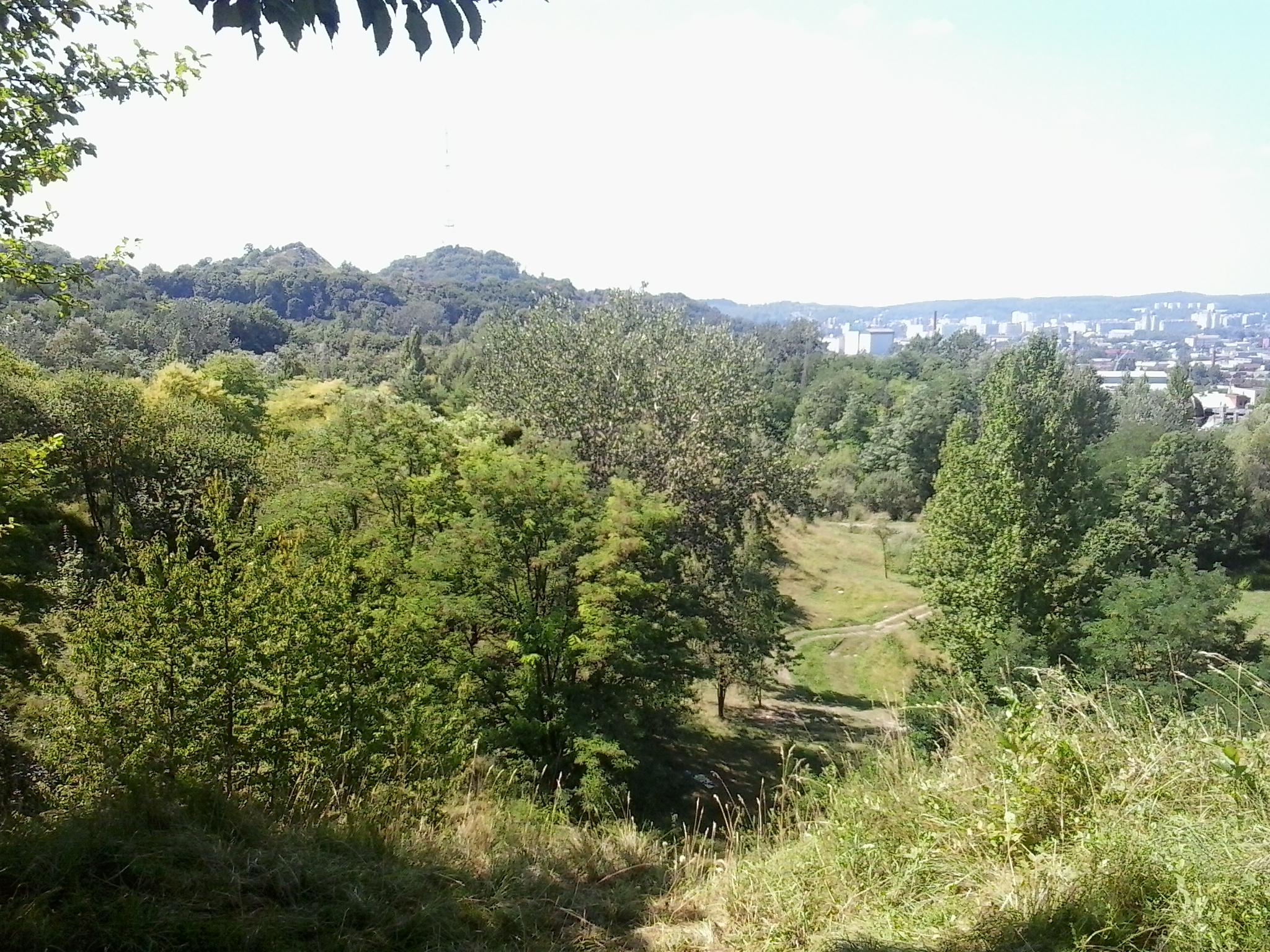
Snesinnja-Park

## Geographie

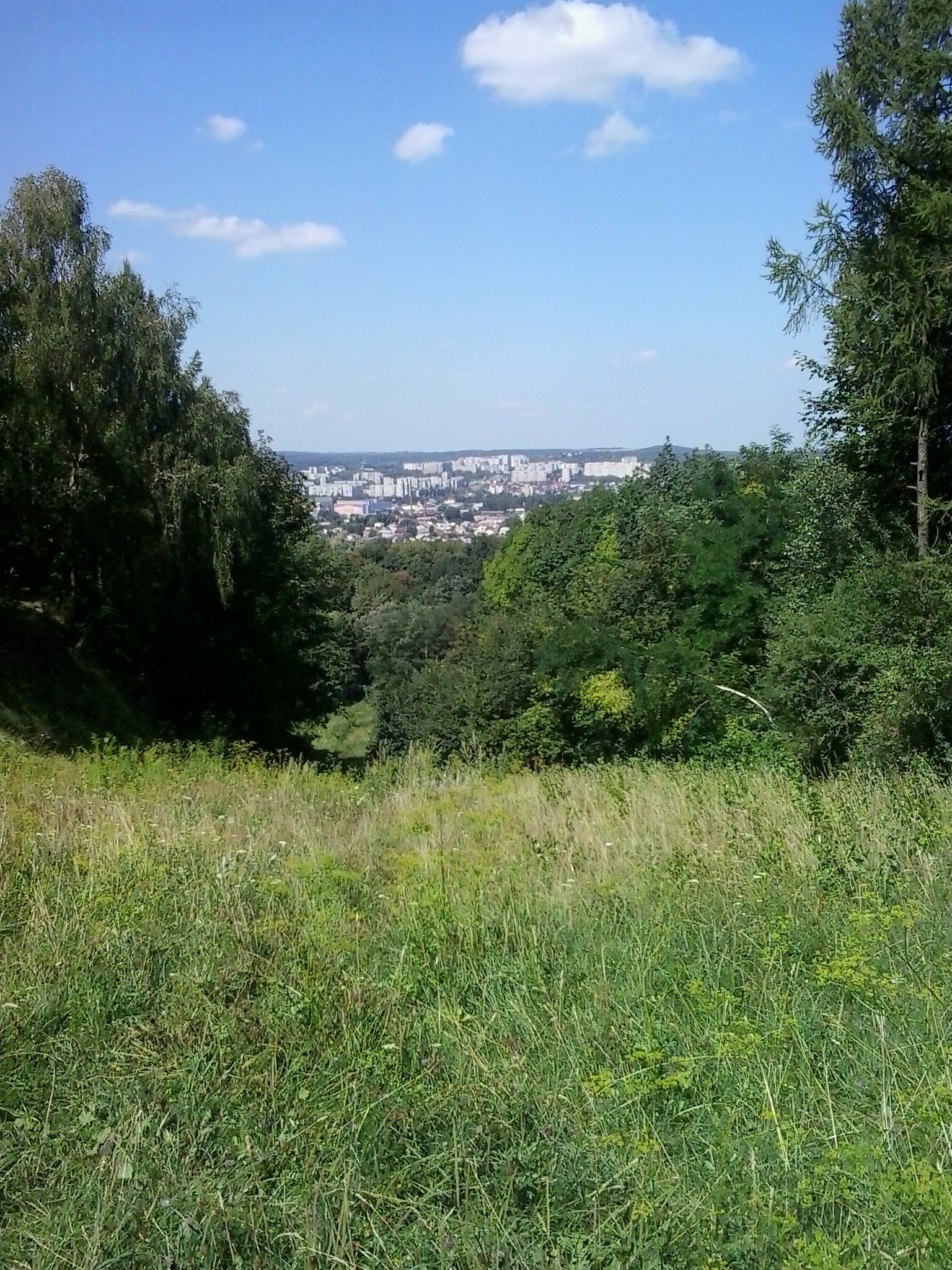
Skipiste im Sommer

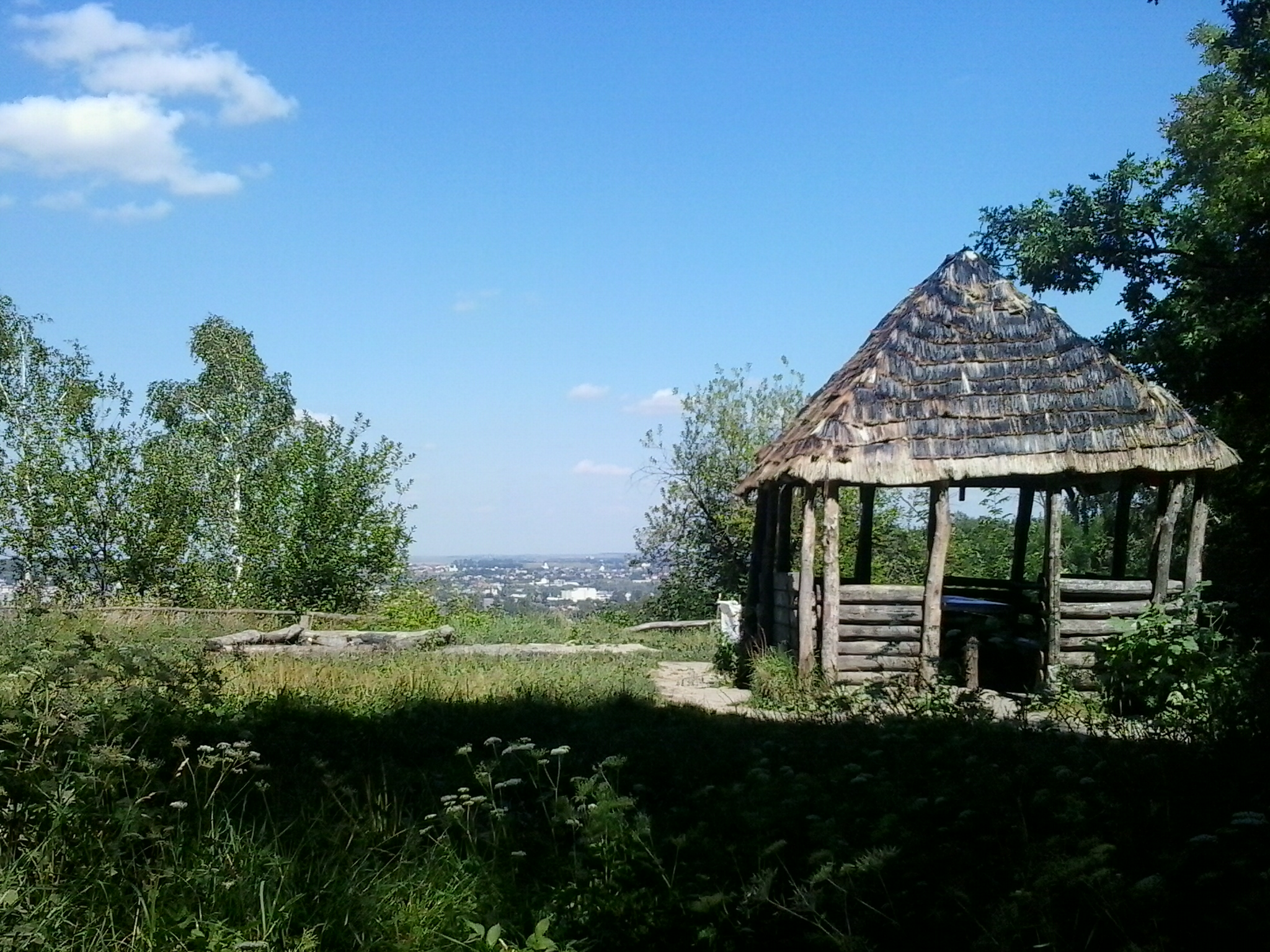
Hütte im Park

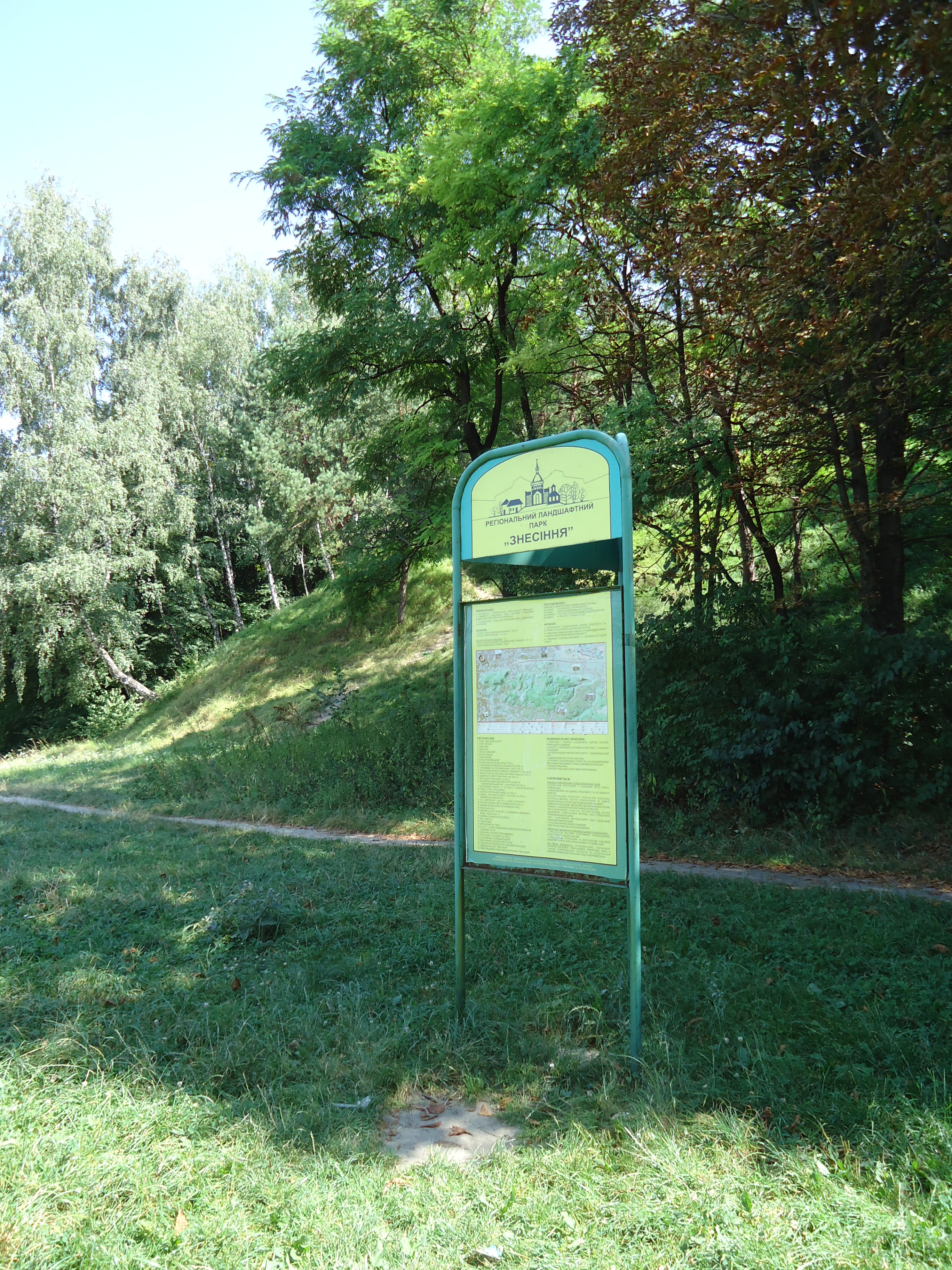
Informationstafel im Park

Der Snesinnja-Park umfasst ein Gebiet von 312 Hektar. Höchster Punkt des Parks ist der Lewaberg (Löwenberg) mit einer Höhe von 389 m. Der dortige Kalkstein enthält ca. 20–25 Millionen Jahre alte Fossilien.
Im Herzen des Parks liegt der „Kaiserwald“, der zu Zeiten der österreichisch-ungarischen Monarchie im 19. Jahrhundert angelegt wurde. Der bei Parkbesuchern beliebte Fußweg „Kaiser-Pass“ führt durch den hauptsächlich aus Kiefern, Fichten, Birken und Eichen bestehenden Wald.
Auf dem Gelände des Parks befinden sich zudem seltene Pflanzenarten, Sandsteine, Bäche und ein kleiner See, der durch Sandabgrabungen entstanden ist und zum Angeln genutzt wird. Der Chomezberg (306 m) im Osten des Parks ist durch Steppenvegetation geprägt. Weitere geographisch relevante Orte sind der „Stara Strilnycya“ Park sowie der Stefana- und der Baba-Berg und die Bäche Hlybokyj und Chomec.

## Historische Orte
Der Snesinnja-Landschaftspark beheimatet eine Vielzahl historischer Orte. Neben Relikten Ruthenischer Siedlungen, Kirchen, Klöstern und einem alten Friedhof befinden sich hier auch Industriebauten von Anfang des 20. Jahrhunderts und ein Umspannwerk aus Zeiten der Sowjetunion.
Bedeutende archäologische Orte sind Relikte befestigter Siedlungen auf dem Bababerg aus dem 9. bis 11. Jahrhundert sowie dem 13. Jahrhundert, Siedlungen auf dem Svitovydove Feld aus dem 10. bis 11. Jahrhundert und die Grundmauern eines Verteidigungsturms aus dem 13. Jahrhundert, auf denen heute die griechisch-katholische St. Elias-Kirche aus dem 17. Jahrhundert steht.
Das militärische Massengrab der ukrainischen Sitscher Schützen auf dem alten Snesinnjaer Friedhof (19. Jahrhundert) ist das einzige militärische Begräbnis in Lemberg, das nach dem Zweiten Weltkrieg nicht zerstört wurde. Auf dem Friedhof befindet sich darüber hinaus ein Grab von Gefangenen des Interniertenlagers Thalerhof.
Auf dem Gelände des Parks, im Schewtschenko-Hain befindet sich das Freilichtmuseum für Volksarchitektur und Landleben, welches zu den größten Touristenattraktionen Lembergs gehört. Hier sind neben einer umfassenden ethnographischen Sammlung insbesondere Beispiele Ukrainischer Architektur des 17. bis 20. Jahrhunderts zu sehen.
Weitere architektonische und religiöse Orte sind neben dem St.-Adalbert-Kloster aus dem 16. Jahrhundert und der Christi-Himmelfahrts-Kirche (Anfang des 20. Jahrhunderts) eine Alkohol- sowie eine pharmazeutische Fabrik, die zu Beginn des 20. Jahrhunderts erbaut wurden.

## Freizeitmöglichkeiten
Der Snesinnja-Park besitzt ein angenehmes Mikroklima und bietet zahlreiche Erholungs- und Freizeitmöglichkeiten. Neben Rundwanderwegen, einer asphaltierten Fahrradstrecke, einem Skate-Park, einer Zip-Line-Anlage und einigen Fitnessgeräten bietet der Park eine Schlittenbahn, eine Skipiste sowie die Gelegenheit zu Angeln.
Auf dem Gelände des Parks befinden sich Eisenbahnschienen, auf denen in unregelmäßigen Abständen historische Züge verkehren.

## Umweltbildung
Unweit des Hohen Schlossbergs (Wyssokyj Samok) und des Lewabergs befindet sich das Bildungszentrum des Parks. Es wurde im Rahmen eines internationalen Projektes in Zusammenarbeit mit den Städten Sanok (Polen) und Wien errichtet. Hier finden regelmäßig Seminare und Weiterbildungen in Umweltkunde und Umweltmanagement für Schüler und Studenten statt. Im Sommer werden Umweltcamps für Kinder und Jugendliche veranstaltet.